# Aubrey Lyles
Aubrey Lee Lyles (8 gennaio 1884 – 28 luglio 1932) è stato un comico, attore e commediografo statunitense.

## Biografia
Tra il 1905 e il 1932 circa formò un popolare duo comico, Miller e Lyles, con Flournoy Miller. Lavorò a spettacoli di successo di vaudeville e di Broadway, tra cui l'importante Shuffle Along (1921). Insieme a Miller prese parte al film They Know Their Groceries (1929).